# Йоланда Арройо Пісарро
Йоланда Арройо Пісарро (ісп. Yolanda Arroyo Pizarro, нар. 29 жовтня 1970) — пуерто-риканська письменниця, авторка оповідань та есе, володарка літературних премій.

## Біографія
Йоланда Арройо Пісарро народилася 29 жовтня 1970 року в Гвайнабо (Пуерто-Рико); виховували її бабуся і дідусь, Петроніла Картахена та Сатурніно Пісарро. Почала писати в ранньому віці в шкільних бюлетенях і газетах і вигравала конкурси з малювання й есе у Коледжі святого Вінсента Ферера в Катаньйо. У 1989 році її оповідання «Vimbi Botella» виграло внутрішньоуніверситетський конкурс Баямонського центрального університету. У 1990 році вона була режисером п'єси під назвою ¿A dónde va el amor? («Куди йде любов?») за власним сценарієм, яку поставили у бідному районі Барріо-Амелія у Гвайнабо, де виросла авторка.
У 2004 році Арройо опублікувала свою першу збірку оповідань Origami de letras («Орігамі листів»). Наступного року вийшов її перший роман Los documentados («Задокументовані»), у якому йдеться про умови міграції на Карибах, зокрема з Еспаньйоли до Пуерто-Рико. Цей роман у 2006 році отримав премію ПЕН-клубу.
У 2007 році вийшла наступна збірка оповідань, Ojos de Luna («Очі місяця»), в якій вона досліджує те, яким чином виселення, солідарність і духовні бар'єри маргіналізують людей. Книжка потрапила у список найкращих у 2007 році за версією наймасовішої газети Пуерто-Рико El Nuevo Día, а також потрапила у фінал Пуерто-риканської національної літературної премії. Того ж року Йоланду визнали однією з найважливіших латиноамериканських письменників до 39 років у рамках Bogotá39, спільного проекту ЮНЕСКО, Hay Festival та Міністерства культури в Боготі. Вона була єдиною представницею з Пуерто-Рико.
У 2011 році Salón Literario Libroamérica de Puerto Rico назвав нову книгу Арройо «Caparazones» («Мушлі») найкращим новим романом. Того ж року авторка отримала грант письменника-резидента від Національного латиноамериканського культурного центру в Альбукерке (штат Нью-Мексико). Латинська конвенція письменників на своїй конвенції 2012 року відзначила її оповідання Los cojones de una mujer sin pecho.
Станом на 2016 рік творчість Арройо представлена двома романами, трьома збірками поезії, дев'ятьма збірками оповідань і творами у понад двох десятках антологій.
Арройо була ведучою радіопередачі «Kooltureate» на Радіо Боніта і головним редактором літературного журналу Revista Boreales. Вона також регулярно пише для таких газет як Claridad, La Expresión, El Nuevo Día та El Vocero. Упродовж кількох років вона входила у склад журі Премії імені Хуани Інес де ла Крус від Міжнародної книжкової виставки у Гвадалахарі.
У своїх творах Арройо часто пише про проблеми ЛГБТ і разом з іншими письменниками й активістами ЛГБТТІК-спільноти та африканських спільнот брала участь у конференціях і симпозіумах в Колумбії, Еквадорі, Мексиці, Іспанії та Венесуелі. У 2014 році вона та її партнерка Сулма Оліверас Вега приєдналися до судової справи проти заборони одностатевих шлюбів. Після того, як Апеляційний суд Сполучених Штатів першого округу постановив, що заборона одностатевих шлюбів на острові була неконституційною, Арройо й Оліверас стали першою одностатевою парою, що взяла шлюб у Пуерто-Рико.

## Публікації
Твори Арройо Пісарро видавалися в Іспанії, Мексиці, Аргентині, Панамі, Гватемалі, Чилі, Болівії, Колумбії, Венесуелі, Данії, Угорщині та Франції. Її роботи перекладені англійською, італійською, французькою та угорською мовами.

### Твори
- 2003 Origami de letras, 2003, Publicaciones Puertorriqueñas, Puerto Rico.
- 2005 Los documentados, 2005, Editorial Situm, Puerto Rico.
- 2007 Ojos de luna, 2007, Terranova Editores, Puerto Rico.
- 2009 Historias para morderte los labios
- 2010 Cachaperismos: poesía y narrativa lesboerótica (добірка лесбійських еротичних оповідань та віршів авторок-лесбійок)
- 2010 Caparazones (роман)
- 2010 Medialengua: moitié langue, petits poèmes et des histoires
- 2013 Violeta, (роман)

### Оповідання
- «Las ballenas grises» (Primer Premio Certamen Pepe Fuera de Borda de Argentina 2006)
- «El coleccionista de latidos» (Primer Premio Certamen Pepe Fuera de Borda de Argentina 2005)
- «Orión», зі збірки Origami de letras[11]
- «Virginia», зі збірки Origami de letras
- «Manos Dibujando», Revista Antropofagia, Argentina 2008[12]
- «Fahrenheit»
- «Rapiña»
- «Andanas»

## Нагороди
- Національна премія Інституту пуерто-риканської літератури (2008)[10]
- Премія Інституту культури Пуерто-Рико (2012)[10]
- Книжка року 2007 за версією El Nuevo Día[10]